# 欧申维尤 (特拉华州)
欧申维尤（英語：Ocean View），是美国特拉华州苏塞克斯县（Sussex）下属的一座城镇，面积为7.24平方公里，其中7.17平方公里为陆地，另外0.06平方公里为水域。2011年的数据显示该地有人口1,912人。论人口在本州排行第21。